# Brasão da cidade do Rio de Janeiro
O brasão da cidade do Rio de Janeiro é um dos símbolos oficiais do município do Rio de Janeiro.

## Significado heráldico
Tem como características o escudo português, em campo azul, cor simbólica da lealdade, a esfera armilar manuelina combinada com as três setas que supliciaram São Sebastião, padroeiro da cidade, tudo em ouro, tendo ao centro o barrete frígio, símbolo do regime republicano.
Como lembrança da mesma como capital, temos a coroa mural de cinco torres de ouro encimando o escudo. Como suportes, dois botos-cinza, um à direita e outro à esquerda, simbolizando cidade marítima. À direita, um ramo de louro e à esquerda, um ramo de carvalho, representando, respectivamente, a vitória e a força.

## Brasões anteriores
A cidade do Rio de Janeiro teve, desde a sua fundação em 1565, nove brasões, ou melhor dizendo, um brasão original reformado oito vezes. O primeiro deles, usado de 1565 até 1826, era uma versão extremamente simplificada do atual, com o campo em vermelho (goles) ao invés do azul atual (blau).
Em heráldica, uma das convenções adotadas é a de se manter referências, mesmo que indiretas, aos símbolos originais dados a determinado local. Quando o brasão sofre reformas, o símbolo original é mantido de alguma forma, sendo esta a razão de o atual brasão ainda conservar muitas referências ao primeiro utilizado.
A segunda versão do brasão esteve em voga de 1826 a 1856; a terceira, de 1856 a 1889; a quarta, de 1889 a 1893; a quinta, de 1893 a 1896; a sexta, de 1896 a 1957; a sétima, de 1957 a 1963; a oitava, de 1963 a 1975, quando possuía uma estrela sobre a coroa mural, representando o estado da Guanabara na federação; e finalmente, a nona, de 1975 aos dias atuais, sendo a mesma versão que existia antes da cidade fazer parte do estado da Guanabara.

Primeiro brasão da cidade do Rio de Janeiro (1565~1826).
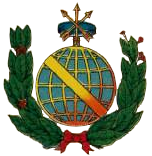
Segunda versão (1826~1856).
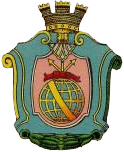
Terceira versão (1856~1889).
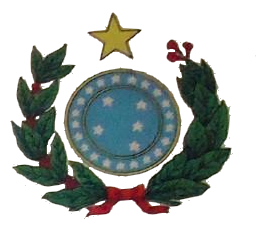
Quarta versão (1889~1893).
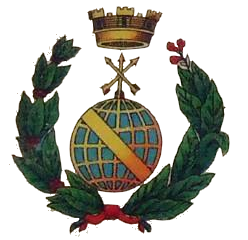
Quinta versão (1893~1896).
Sexta versão (1896~1957).
Sétima versão (1957~1960, 1975~).
Oitava versão (1960~1975).[nota 1]
- Brasões históricos na capa de livro comemorativo do centenário da independência, 1922.
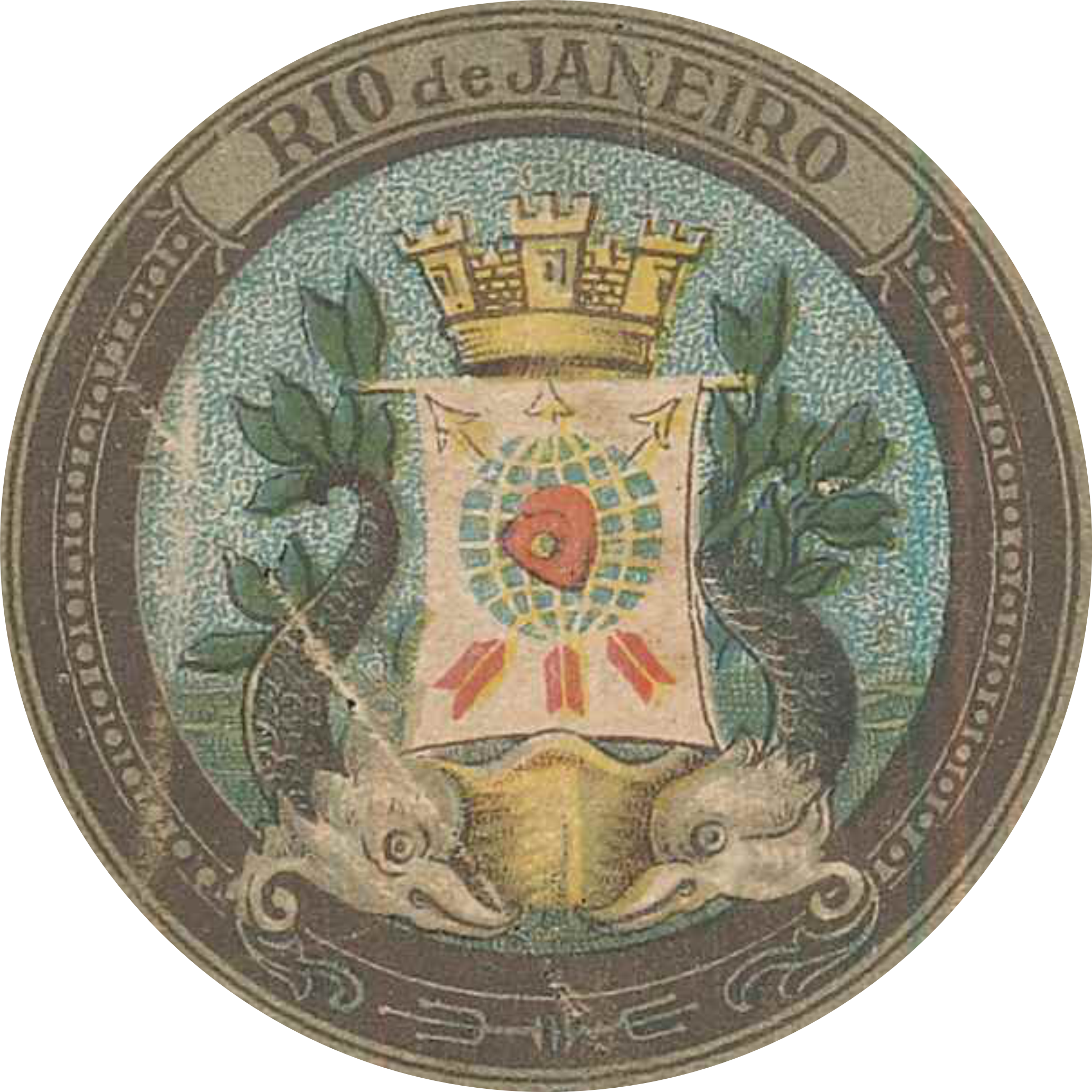
Em formato de selo em 1922.